# Shunpei Uto
Shunpei Uto (jap. 鵜藤 俊平 Utō Shunpei; ur. 1 grudnia 1918) – japoński pływak specjalizujący się w stylu dowolnym zdobywca srebrnego medalu na letnich igrzyskach olimpijskich w Berlinie na 400 m stylem dowolnym i brązowego na 1500 m stylem dowolnym.
Po zakończeniu II wojny światowej przeżywał trudności finansowe i aby zdobyć pieniądze na życie, zastawił oba medale lombardzie. Później znalazł pracę w dziale ogólnym w firmie Niigata Nippo, ale często był zastraszany. Po przejściu na emeryturę przeniósł się do Prefektury Chiba, aby uprawiać rolnictwo.